# ولاد بدر (ونانة)
ولاد بدر هي إحدى مشيخات المملكة المغربية، تتبع جغرافيا لإقليم وزان وإداريًا لونانة. يقدر عدد سكانها بـ 6164 نسمة حسب الإحصاء الرسمي للسكان والسكنى لسنة 2004.